# Valeriano
Publio Licinio Valeriano (en latín, Publius Licinius Valerianus; 200-260) fue cónsul, gobernador de las provincias de Nórico y Recia, y emperador romano desde 253 hasta 260, siendo corregente junto con su hijo Galieno. Era parte de la gens Licinia. Gobernó tras el asesinato del usurpador Emiliano por parte de sus propios soldados mientras comandaba legiones de refuerzo para el fallecido emperador Treboniano Galo. Su gobierno concluye tras su derrota y consiguiente ejecución tras la batalla de Edesa contra los persas sasánidas en 260, tras lo cual Galieno asumió la regencia del imperio en solitario.
Valeriano es conocido como el primer emperador romano en ser capturado en batalla, apresado por el emperador persa Shapur I, en Edesa, lo que causó conmoción e inestabilidad en todo el Imperio Romano. El evento sin precedentes y el destino desconocido del emperador capturado generaron una variedad de reacciones diferentes y "nuevas narrativas sobre el Imperio Romano en diversos contextos". 

## Biografía

### Orígenes y carrera
Al contrario de la mayoría de los usurpadores de la crisis del siglo III, generales romanos que llegaban al poder como resultado de guerras civiles, Valeriano descendía de una familia noble y senatorial. De sus primeros años de vida poco se sabe, salvo que casó dos veces, la segunda con Egnatia Mariniana, de la que tuvo dos hijos varones: Galieno y Valeriano el Menor.
Fue cónsul por primera vez antes del año 238 como Suffectus o en el 238 como Ordinarius. En 238 ya era princeps senatus, y Gordiano I negoció con él su reconocimiento como emperador por parte del Senado. En 251, cuando Trajano Decio (r. 249-251) otorgó a los censores poderes legislativos y ejecutivos tan amplios que reemplazaban prácticamente la autoridad civil del emperador, Valeriano fue elegido censor por el Senado, aunque se negó a aceptar el cargo. Valeriano quedó a cargo de los asuntos en Roma cuando Decio partió para su última campaña desafortunada en Illyricum.
Nombrado gobernador de las provincias renanas de Nórico y Recia, fue leal al siguiente emperador, Treboniano Galo (r. 251-253), quien le pidió refuerzos para sofocar la rebelión de Emiliano en 253. 
Valeriano se dirigió al sur, pero llegó demasiado tarde: las mismas tropas de Galo le habían dado muerte tras la derrota y huida de la batalla de Interamna Nahars, y se habían unido a las de Emiliano antes de que Valeriano llegara. El Senado proclamó emperador a Emiliano, pero Valeriano no aceptó esta designación y marchó en su contra. Cuando ambas tropas se encontraron cerca de Spoleto, y viendo la superioridad de las de Valeriano, las legiones de Emiliano le dieron muerte, uniéndose al ejército de Valeriano para salvar su vida y proclamándole emperador. El Senado reconoció este nombramiento rápidamente, no solo por miedo a las represalias, sino sobre todo, por considerarle uno de los suyos.

### Ascenso al poder

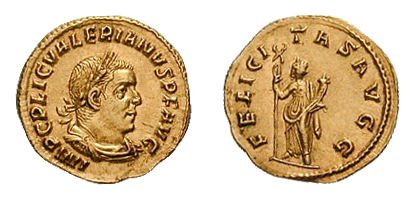
Áureo con efigie de Valeriano

El primer acto de Valeriano como emperador fue nombrar a su hijo Galieno colega. Al principio de su reinado las cosas en Europa iban de mal en peor, y todo el Occidente entró en un auténtico caos. En Oriente, Antioquía cayó en manos de los persas y Armenia fue ocupada por Sapor I. Valeriano y Galieno encararon los problemas del imperio entre los dos, ocupándose el hijo de Occidente y dirigiéndose el padre a Oriente para solucionar el conflicto con los persas. En el 253 sucedió la primera gran invasión de bárbaros en la Galia, región que no pudo ser bien defendida debido a que Valeriano se había llevado los ejércitos apostados ahí a Italia para proteger su recién adquirido trono. 
Evacuó entonces tropas de los ríos Rin y Danubio, siendo que los alamanes atravesaron el primer río, cerca de Mannheim, y llegaron hasta el Palatinado y Renania. Los francos por su parte también entraron en el territorio romano y alcanzaron Metz, Reims y París. Sería su hijo Galieno, poco después, quien recuperase las Galias de estas invasiones.
En 254, 255 y 257, Valeriano volvió a ser cónsul ordinario. Para el año 257, había recuperado Antioquía y devuelto la provincia de Siria al control romano. Al año siguiente, los godos asolaron Asia Menor. Pero, en 259, se presentó una nueva invasión de los alamanes y los francos. El nieto del emperador, Salonino, era el comandante que defendía ahora el Rin. Esta vez los bárbaros llegaron hasta Hispania y saquearon Tarragona. Por esas fechas, un general romano de origen galo, Póstumo, sitió al ejército de Salonino derrotándolo y capturando al general, a quien después dio muerte. Póstumo estableció un estado independiente, el Imperio Galo, que duró hasta el 274 d. C., año en que el emperador Aureliano (r. 270-275) lo reconquistó.

### Persecución a los cristianos
Valeriano es conocido por proclamar un edicto de persecución en el que prohibía el culto cristiano y las asambleas, confiscando los cementerios donde a menudo se reunían. Las motivaciones de Valeriano, alegadas por su ministro de finanzas Macriano, eran hasta entonces inéditas: intentó subsanar en parte el déficit estatal con los bienes de los cristianos. En el Edicto de agosto de 257, «prohibió el culto cristiano, obligando al clero a sacrificar a los dioses so pena de destierro» (Actas de Cipriano). Un año más tarde, en agosto de 258, un Senado consulto amplió el edicto al prescribir:

«[...] Los obispos, presbíteros y diáconos deben ser inmediatamente ejecutados; los senadores, nobles y caballeros, perdida su dignidad, deben ser privados de sus bienes, y si aun así continúan siendo cristianos, sufran la pena capital. Las matronas, despojadas de sus bienes, sean desterradas. Los cesarianos [libertos del césar] que antes o ahora hayan profesado la fe, confiscados sus bienes, y con el registro [marca de metal] al cuello, sean enviados a servir a los dominios estatales.»
Carta 80 de Cipriano a Suceso

Fruto del edicto fueron martirizados en Roma los Papas Esteban I (254-257) y Sixto II (257-258), sus diáconos Agapito, y el popular San Lorenzo. Resultado del ambiente reinante, también fue muerto el niño Tarsicio, llamado desde entonces «el mártir de la Eucaristía». Donde los cristianos más sufrieron la persecución fue en el norte de África, ejemplificada con la decapitación del obispo Cipriano de Cartago, referente indiscutido.
Fueron ejecutados en 258 los santos Dionisio en París, Poncio en Cimiez, Cipriano y otros en Cartago y Eugenia en Roma. En 259, San Patroclo fue ejecutado en Troyes y San Fructuoso en Tarragona. Cuando el hijo de Valeriano, Galieno, se convirtió en emperador en solitario en 260, el decreto fue rescindido.

### Últimos años y muerte

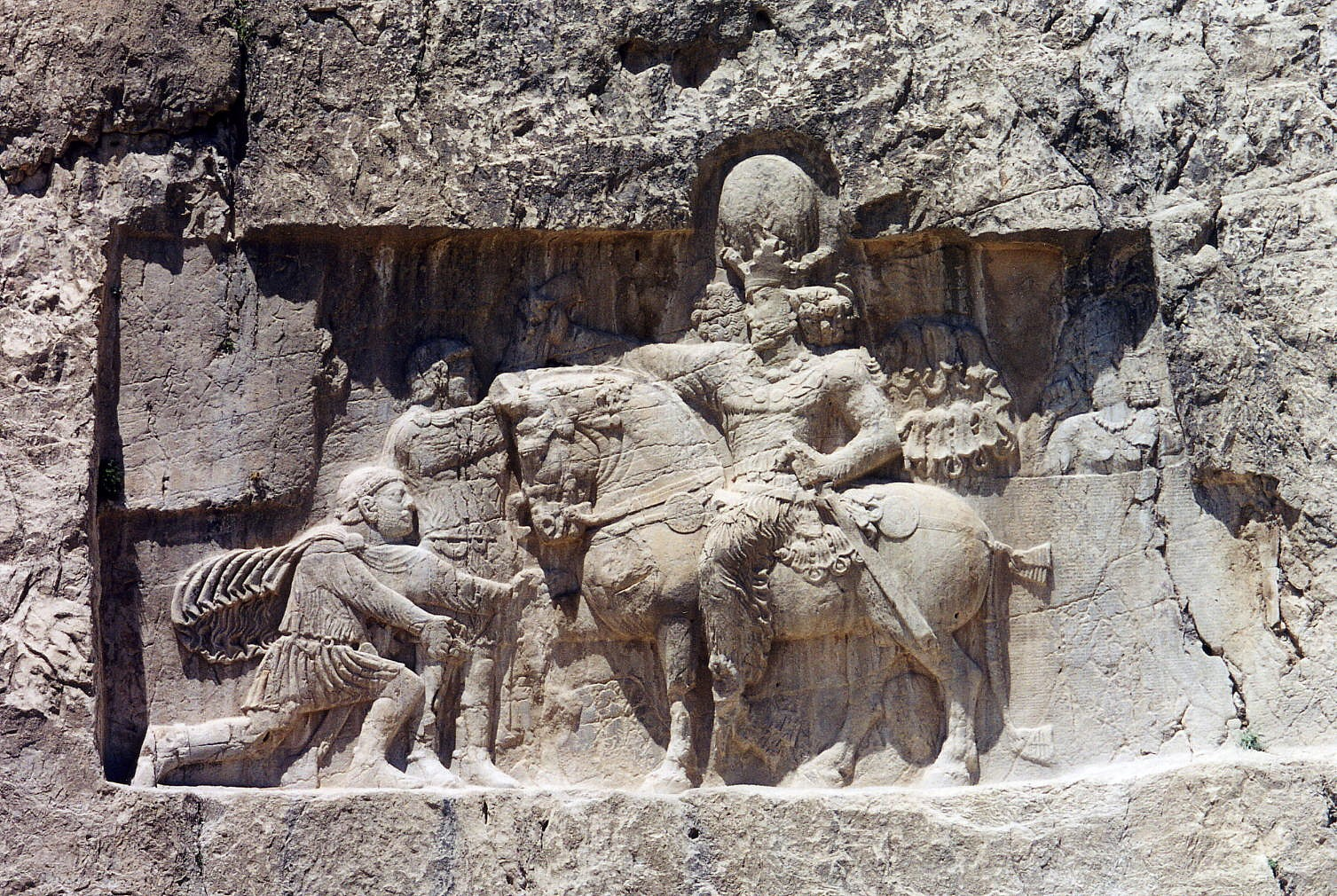
Relieve sobre roca en Naqsh-e Rustam de Sapor I (a caballo) con Felipe el Árabe y el emperador Valeriano arrodillado

Alrededor de 257 Valeriano recuperó Antioquía y la provincia de Siria, pero al año siguiente los godos saquearon Asia Menor. Al final de 259 se trasladó a Edesa, pero una epidemia diezmó sus tropas, debilitando las posiciones romanas. Por circunstancias que se ignoran, aunque posiblemente fue traicionado por su prefecto pretoriano Macriano el Viejo, fue hecho prisionero por los persas, sin que llegase a firmar la paz con Sapor I. 
Se cree que fue cruelmente ultrajado, al ser obligado a tragar oro fundido, y posteriormente ejecutado. Fue el primer emperador que cayó prisionero del enemigo. Con su piel los persas hicieron un trofeo que mostraban en su templo principal. A pesar de varios intentos de usurpación y con gran astucia, Galieno se aseguró el trono hasta su asesinato en 268.
Tras la muerte de Valeriano Siria, Cilicia y Capadocia fueron ocupadas y devastadas por los persas. El caos se apoderó del Imperio, hubo ataques en las fronteras y en las costas por los piratas, terremotos y pestes que diezmaron la población, aprovechando el Senado estas circunstancias para fortalecer su poder.
Debido a lo incompleto y contradictorio de las fuentes, la cronología y los detalles del reinado de Valeriano son bastante inciertos.